# Sammeln

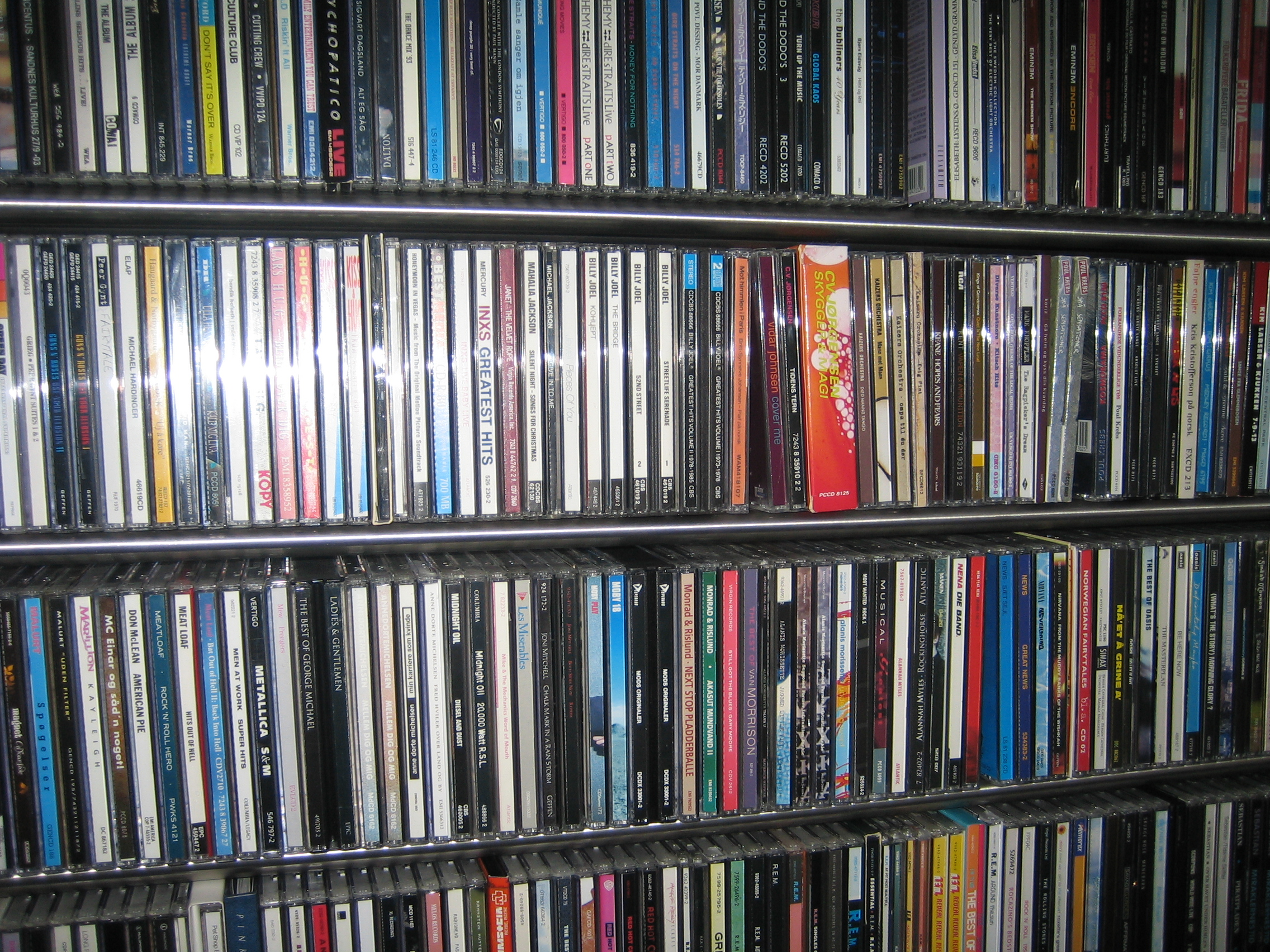
Private CD-Sammlung

Sammeln ist eine Tätigkeit, welche die systematische Suche, Beschaffung und Aufbewahrung von Gegenständen oder Informationen betrifft. Institutionalisiertes Sammeln besteht im Anlegen eines Fundus in Museen, Bibliotheken oder Archiven. In den Industriestaaten ist Sammeln eine ideelle Beschäftigung geworden. Eine spezielle Art des Sammelns ist die Hortung.

## Etymologie
Etymologisch hängt sammeln (lateinisch collogere; Lehnwort: Kollektion) mit dem Lesen, Zusammenlesen oder Zusammentragen (lateinisch legere) zusammen. Sammeln bedeutet etwas an sich nehmen, zusammentragen und zueinander fügen. „Das Sammeln bezeichnet eine Reihe von Tätigkeiten, die in ihrem Zusammenhang untereinander sämtlich etwas mit geistigen Ordnungssystemen  zu tun haben …“. Dass nur Dinge sich sammeln lassen, würde den Begriffsinhalt zu stark einschränken, denn auch Informationen oder Nachrichten werden gesammelt. Die wichtigen und substanziellen Sammlungen betreffen ästhetische Sammlungen wie Kunstwerke oder Schmuck, dieses Sammeln ist unökonomisch, weil jeder Sammler nur deshalb einen Gegenstand kauft, weil er in seiner Sammlung fehlt und dabei einen überteuerten Preis in Kauf nimmt.
Alternativ bezeichnet man auch eine menschliche Art der Nahrungsbeschaffung als Sammeln, bekannt als Bestandteil des Begriffs Jäger und Sammler.

## Alternativbezeichnungen
Ein übereifriger Sammler wird im norddeutschen Raum umgangssprachlich als Zedler bezeichnet, abgeleitet von der ursprünglichen Berufsbezeichnung der Zedlerei oder Zeidlerei, dem Raubsammeln von Honig.

## Sammeln als Hobby

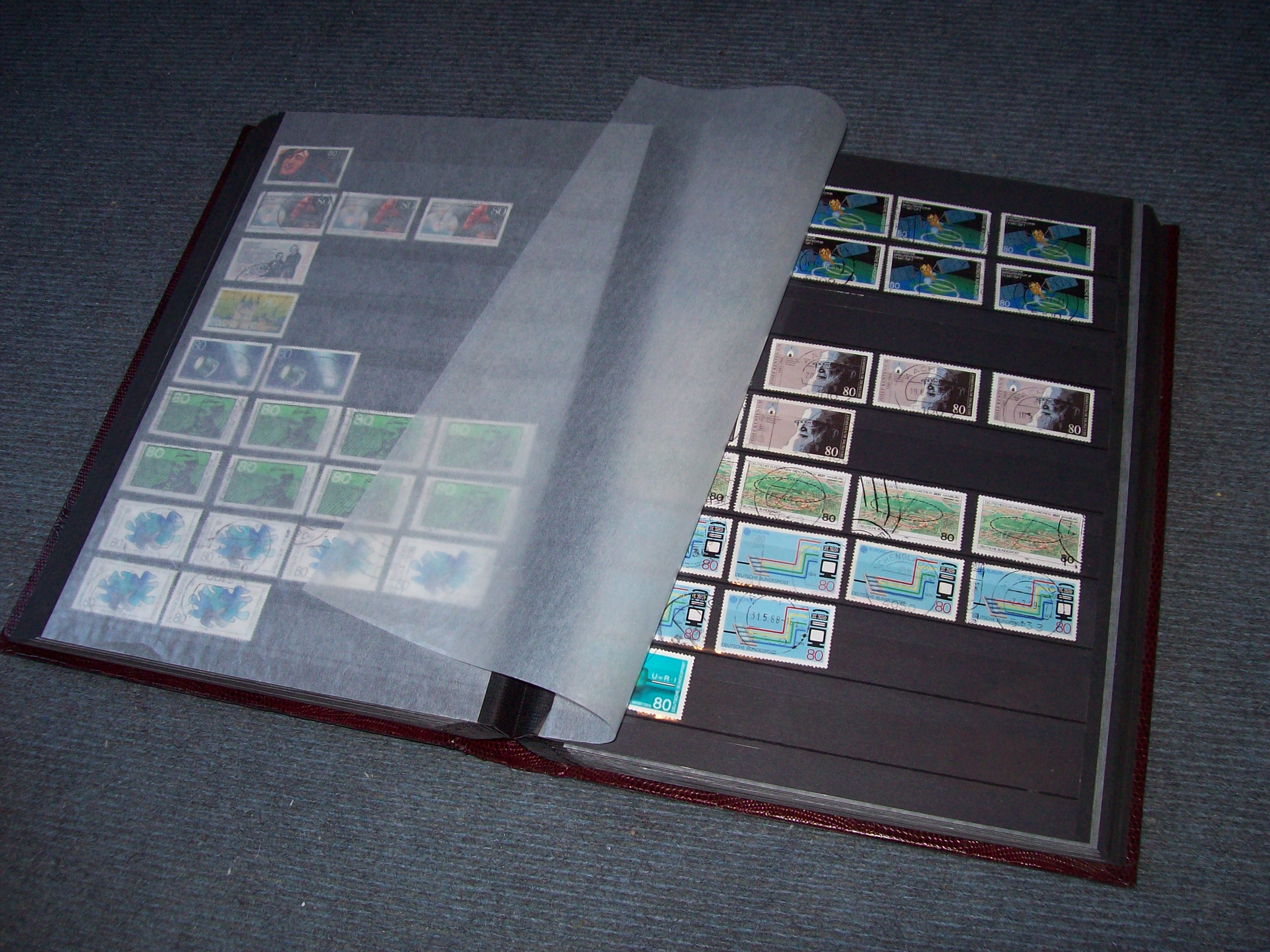
Ein Briefmarkenalbum dient dem Aufbewahren und der Präsentation von gesammelten, gebrauchten oder druckfrischen Briefmarken. Die Beschäftigung damit wird als Philatelie bezeichnet.

Grundsätzlich kann alles gesammelt werden, aus Platzgründen vor allem aber handliche Dinge. Dabei gibt es den systematischen Sammler, der Objekte eines bestimmten eingegrenzten Gebiets (einer Region, Epoche, Gattung bzw. Thematik) oder Produkte eines Herstellers möglichst vollständig besitzen will, und den eher unsystematischen Sammler, der nur die Dinge sammelt, die ihm gefallen oder die ihn an etwas erinnern. Dabei wecken besonders seltene Gegenstände (Raritäten) häufig ein besonderes Interesse bei Sammlern, beliebte Sammelobjekte werden teilweise schon bei der Produktion künstlich verknappt (limited editions – begrenzte Auflagen). Sigismund von Radecki bezeichnete Sammler als Leute, die Seltenes zusammentragen in der Hoffnung, dass es noch seltener wird.
Sammlerprofile zeigen, dass am Anfang häufig ein Zufall stand; durch Geschenke, Erbschaft u. a. war das Interesse an weiterem Erwerb geweckt, dabei spielten ästhetische Gesichtspunkte besonders häufig eine Rolle. Die erste Sammlung wird sehr oft durch weitere Sammlungen erweitert, der ersten Sammlung bleibt der Sammler aber fast immer treu. Ein Sammler bleibt in der Regel sein Leben lang bei seiner Sammeltätigkeit.
Eine große Zahl von Sammlern strebt ehrgeizig nach Wissen über ihre Gegenstände und versucht über Ausstellungen und Publikationen ihre Kenntnisse und Erkenntnisse weiterzutragen (s. o. = systematischer Sammler). Viele Sammler organisieren sich in Vereinen. Auch Tauschbörsen werden veranstaltet, wo die Sammler miteinander Kontakt aufnehmen können und Sammlerstücke austauschen oder kaufen. In beliebten Sammelgebieten können Händler damit ihren Lebensunterhalt verdienen, und viele Objekte werden auch aus kommerziellem Interesse eigens für Sammler in limitierten Auflagen (mit Sammlerzertifikat) hergestellt. Einige besonders begehrte Hersteller organisieren eigene Sammlerklubs mit Sonderangeboten.

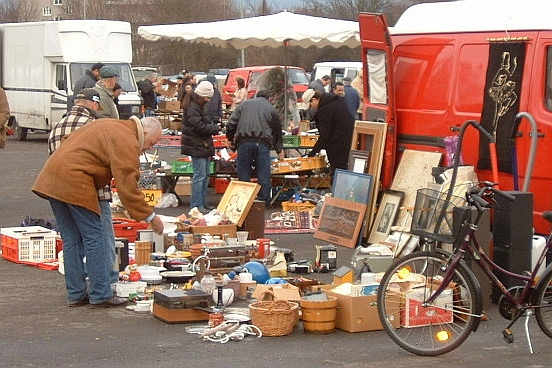
Flohmarkt und Sammler

Sammeln (im Gegensatz zum Anhäufen) bedeutet auswählen. Kritische Auswahl (sammelwürdig; Original oder Imitat) setzt Kenntnisse voraus. Mit dem Umfang der Sammlung wächst das Spezialwissen des Sammlers. Dies betrifft auch die richtige Lagerung und Pflege der Sammelobjekte, manche Sammler eignen sich im Laufe der Zeit umfangreiche Kenntnisse auf dem Gebiet der Restaurierung an und setzten beschädigte Objekte selbst in Stand.
Fundquellen für Sammler sind oft Auktionen, Flohmärkte, Antiquitätenläden oder Antiquariate und zunehmend Online-Angebote. Das Internet hat besondere Bedeutung für Sammler sehr exotischer Dinge, die sich so einfach und schnell weltweit austauschen können. Seltenheit, Beliebtheit und Erhaltungsgrad bestimmen den Preis.
Einige Sammelstücke werden aufgrund ihres hohen Wertes gefälscht (siehe dazu Fälschung, Kunstfälschung, Briefmarkenfälschung).
Populäre Sammelgebiete
Es gibt eine Vielzahl von Gegenständen, die gesammelt werden können. Dazu zählen etwa historische Aktien und andere Wertpapiere, Anlagemünzen, Ansichtskarten, Anstecknadeln, Antiquitäten, Armbanduhren, Aufkleber, Autogrammkarten, Automobile (insbesondere Oldtimer), Auto- oder Eisenbahnmodelle, Banknoten, Brauereiwerbemittel nebst Bierdeckeln/Bierfilzen, Bierdosen oder -flaschen, Bierkrügen, Blechspielzeug (z. B. Schuco-Autos), Briefmarken, Briefpapier, Bücher, Bügeleisen, Comics, Devotionalien, Fotografien, Feuerzeuge (z. B. Zippos), Füllfedern, Gemälde, Grafiken, Handtaschen, Insekten, Kaffeerahmdeckel, Kameras (insbesondere Leicas), Keramik, Flaschen-Kronkorken, Lesezeichen, Militaria, Mineralien und Fossilien, Modellautos, Münzen und Medaillen, Musikinstrumente, Porzellan, Radios, Sammelbilder, Schallplatten, Schmetterlinge, Schmuck, Schuhe, Schreibmaschinen, Servietten, Spardosen, Spielzeug, Spielwürfel, Streichholzschachteln, Telefonkarten, Uhren, Figuren aus Überraschungseiern, Waffen, Zeitungen und Zigarettenbilder.

## Wissenschaftliches Sammeln
Sammeln ist nicht immer nur reine Freizeitbeschäftigung, sondern ist eine Grundlage wissenschaftlicher Erkenntnisse. Die bedeutendsten Forscher, wie Alexander von Humboldt oder Charles Darwin um nur zwei zu nennen, waren zumeist schon in ihrer Kindheit als eifrige Sammler bekannt. Eine Wissenschaftliche Sammlung bezeichnet man zumeist als Studien- oder Forschungssammlung, die meist nur für Fachleute oder auf Anfrage zugänglich ist. Wird sie der Öffentlichkeit zugänglich gemacht, ist es eine Schausammlung.
Die wissenschaftliche Sammeltätigkeit ist in vielen Bereichen, wie etwa bei Schmetterlingen, heute weitgehend durch Gesetze reglementiert. Manche Sammelgebiete sind, wie z. B. die Numismatik als Historische Hilfswissenschaften anerkannt. In praktisch allen Wissensbereichen sind Literatursammlungen bzw. Bibliotheken und ebenso Archive von Bedeutung.
Die Grenzen zwischen hobbymäßigem und wissenschaftlichem Sammeln sind allerdings fließend, manche Sammler besitzen ein großes Fachwissen auf ihrem Gebiet und publizieren ihre Erkenntnisse, mitunter auch auf wissenschaftlichem Niveau. Solche Sammler stellen ihre Kollektion oft auch Forschern für wissenschaftliche Untersuchungen zur Verfügung. Zudem gehen manche privat zusammengetragenen Sammlungen später durch Verkauf oder Erbschaft an wissenschaftlich ausgerichtete Institutionen wie Museen und Archive über. Hier können sie eine willkommene Bereicherung sein, da den genannten Institutionen oft nur noch sehr geringe finanzielle Mittel für Ankäufe zur Verfügung stehen und private Sammler oftmals mehr Geld und Zeit in den Aufbau ihrer Sammlung stecken, als es den genannten Institutionen möglich ist.
Andererseits kann eine solche Sammlung auch zu einer erheblichen Belastung werden, wenn ein Sammler beispielsweise mit der Übergabe seiner Stücke an ein Museum die Bedingung verknüpfen möchte, dass alle Objekte dauerhaft ausgestellt werden sollen oder ganz erhebliche Kosten für eine Restaurierung aufgebracht werden müssten, die den Wert der Sammlung übersteigen.

## Geschichte

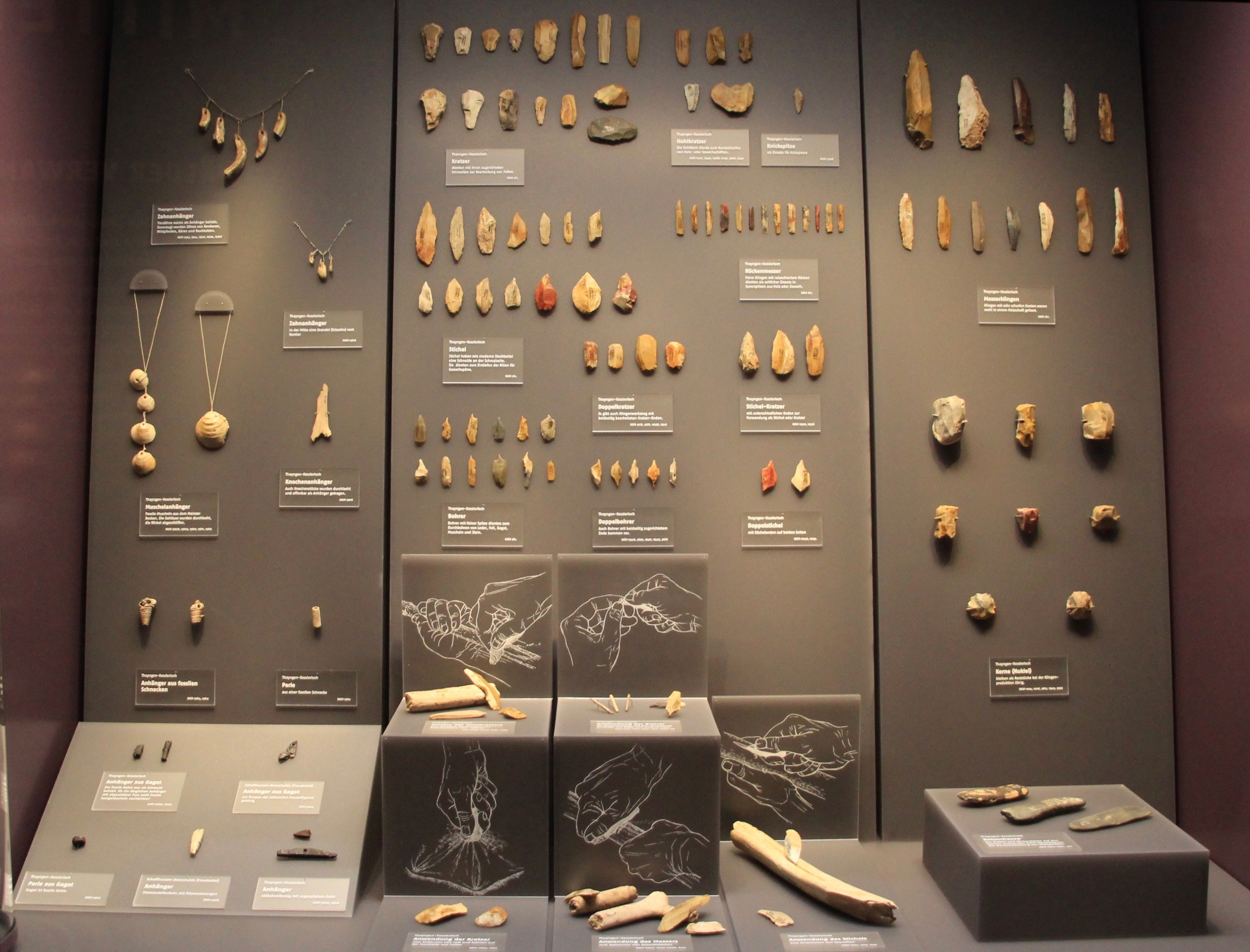
Fundstücke aus dem Kesslerloch im Museum zu Allerheiligen, ausgestellt sind auch Schmuckstücke der Steinzeitjäger aus Fossilien

San – ein Volk von Jägern und Sammlern – mit Wurzelknolle, einer typischen Sammelfrucht

Neben der Nahrung (Beeren, Kräuter, Pilze) suchten die frühen Menschen als Jäger und Sammler den Feuerstein zum Anfertigen von Waffen, später Kupfererze, Eisen und Gold, womit auch die ersten Schatzkammern entstanden. Darüber hinaus sammelten die Menschen auffällige Gegenstände und Materialien aus der Natur, etwa fossile Muschelschalen oder Bernstein zum Anfertigen von Schmuck oder Gagat zum Anfertigen von Skulpturen wie etwa die Venusfigurinen vom Petersfels. Ebenfalls sehr früh sammelte man die Tontafeln in Archiven später Papyri und Handschriften in Bibliotheken.
Wunderkammern entstanden bereits im Mittelalter und später kamen Kuriositäten- und Naturalienkabinette hinzu.
Im 17. Jahrhundert war das Sammeln ein Vanitas-Motiv, und die „Sammlung“ diente in einschlägigen Darstellungen als mahnendes Beispiel der Eitelkeit und Besessenheit. Mit dem Absolutismus, der mit einer starken Aufwertung der Organisation in allen Lebensbereichen verbunden war, kam jedoch die Vorstellung auf, dass Sammelleidenschaft nicht nur zu Chaos, sondern auch zu Ordnung führen könne. Statt als wahllose Gier zu gelten, die sich bloß als Machtbeweis oder Selbstbezichtigung ausstellen konnte, durfte nun ein besonderes Verständnis für das Gesammelte öffentliche Anerkennung finden.
In Museen, die seit dem späteren 18. Jahrhundert entstanden, erhält das Sammeln seinen offiziellen Rahmen. Durch den öffentlichen Charakter verloren die Sammlungen ihren egoistischen Anstrich und bekamen etwas Gemeinnütziges. Sie gehen in vielen Fällen auf Privatsammlungen von Fürsten und weiteren Herrschern zurück, welche damit einst ihre Macht demonstrierten. Zum Beispiel waren Rudolf II. und August der Starke als begeisterte Sammler bekannt. Für Museumssammlungen ist die systematische Dokumentation der Fundumstände und des Gebrauchskontexts der Dinge wesentlich. Im Museum geht es allerdings nicht nur ums Sammeln und Dokumentieren, Archivieren und Konservieren, sondern auch um pädagogische Präsentation (Museumspädagogik), Wissensvermittlung und Forschung. Die ersten Zoos entstanden als Menagerien. Mit dem Beginn der Industrialisierung kamen die ersten Sammlungen von Volkskunst zusammen, ebenfalls zumeist initiiert durch privat engagierte Sammler. Es entstanden auf dieser Grundlage die heute für alle Regionen typischen Heimatmuseen bzw. Freilichtmuseen.

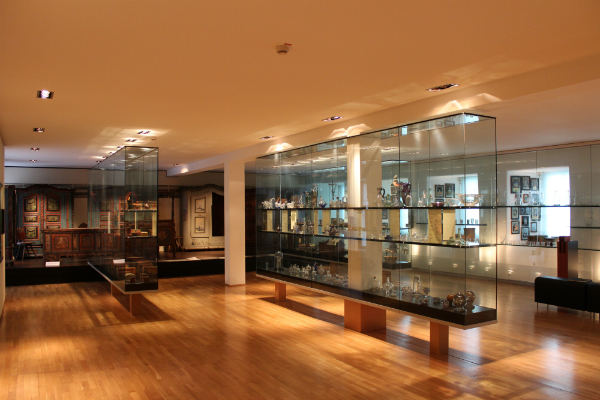
Ausstellung der Schwarzwaldsammlung von Oskar Spiegelhalder im Franziskanermuseum in Villingen

Auch Gelehrte und Wissenschaftler sind als Sammler in Erinnerung geblieben: Petrarca etwa vermachte seine riesige Büchersammlung der Republik Venedig mit der Bedingung, diese der Öffentlichkeit zugänglich zu machen. Im Zuge der Aufklärung wurde die Anschauung immer wichtiger und eine große Anzahl pädagogisch ausgerichteter Sammlungen zu den unterschiedlichen Gebieten entstanden, sogenannte Kabinette. Sie waren in Klöstern, etwa Kremsmünster in Oberösterreich, aber auch an Universitäten angesiedelt. Johann Wolfgang von Goethe karikierte sich und seine Sammelleidenschaft in dem Dialog Der Sammler und die Seinigen als ein Beherrscher, der „die Welt nach seiner Idee“ modelliert. Er erhob sich also nicht über die traditionellen Vanitas-Vorstellungen. In der Geologie befasste Goethe sich vor allem mit dem Aufbau einer Mineralien-Sammlung, die bei seinem Tode auf 17.800 Steine angewachsen war, zudem soll er eine Kunstsammlung mit über 25.000 Einzelstücken besessen haben.
Aus einer Verwissenschaftlichung des Reliquienkults hat sich zur gleichen Zeit das Sammeln von Fossilien und archäologischen Fundstücken entwickelt, das seither ein Bestandteil der Forschung ist und zur Dokumentation der Kulturgeschichte des Menschen dient. Hierzu leisten auch private Sammler einen Beitrag, indem sie das Recht auf Grabungen (zum Beispiel bei Tiefbauarbeiten) erwerben und die Sammelstücke dokumentieren, bewahren und gegebenenfalls als Leihgabe Museen zur Verfügung stellen.

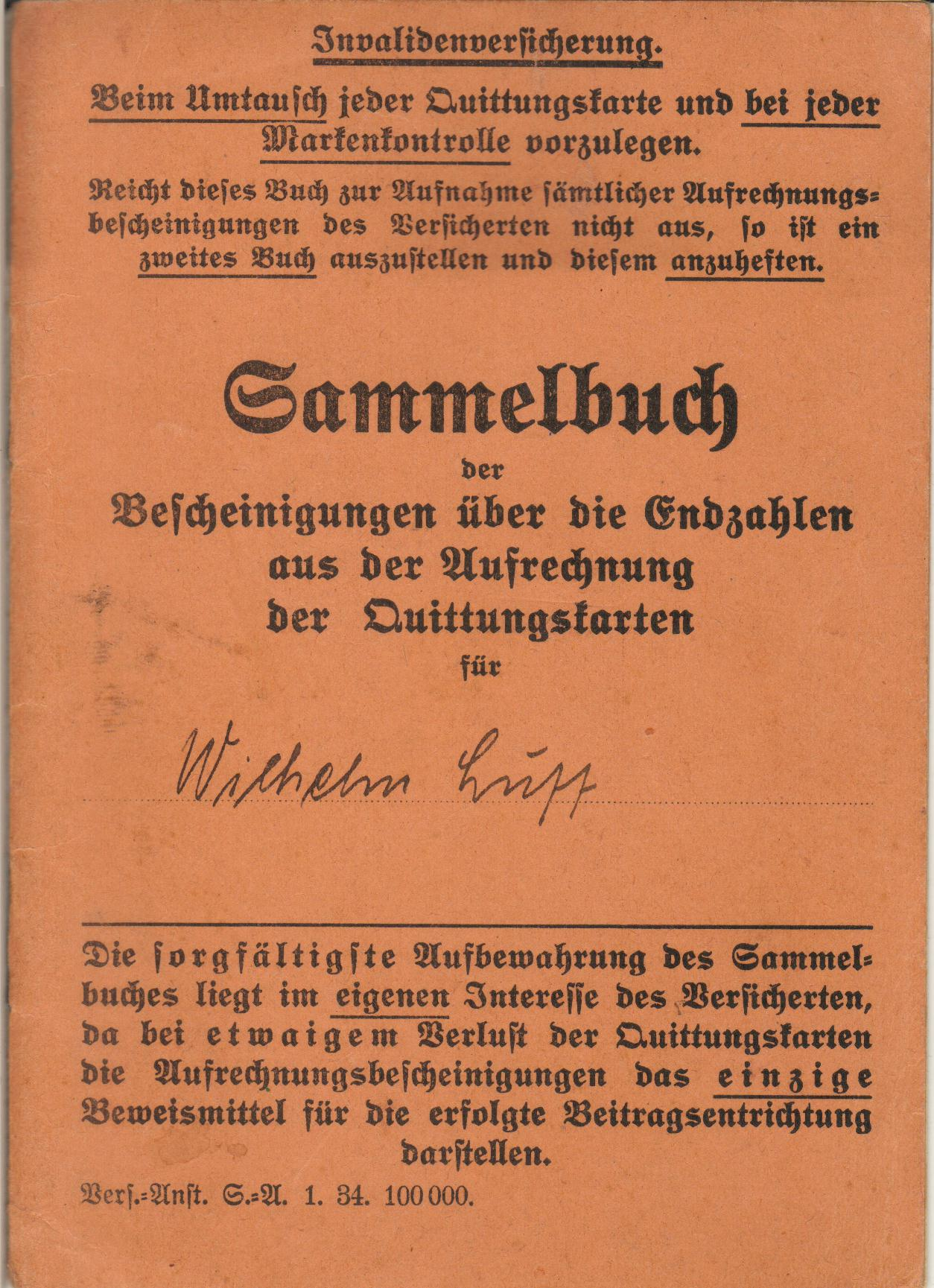
Sammelbuch der Invalidenversicherung um 1920

Sammeln von Anteilen an Versicherungen, die unter anderem in Sammelbüchern erfasst wurden, hatten großen wirtschaftlichen Nutzen, da im Zweifelsfall nur mit diesen Quittungen die Zahlungen belegt werden konnten. Weiterhin hatte das Sammeln von Rabattmarken in Rabattmarkenheften, insbesondere im letzten Jahrhundert, einen gewissen Nutzen für Händler und Kunden.
Inzwischen ist das Sammeln selbst Objekt wissenschaftlicher Beschäftigung geworden, ob in der Psychologie oder in den Kulturwissenschaften, im Speziellen in der Museologie.

## Psychologische Aspekte

### Kritische Aspekte
Jagen und SammelnÜberlebensnotwendige Urinstinkte des Menschen aus der Zeit der Jäger und Sammler treten heute oft kritisch in Erscheinung und führen zum „Jagen“ nach noch fehlenden Einzelstücken in der Sammlung und zum Sammeln als Ausdruck des Besitzes.
DominanztriebIm Besitzen-Wollen von Sammlerstücken kann sich eine Machtdemonstration und das Beherrschen-Wollen ausdrücken. Die Gier nach Besitz wertvoller oder seltener Objekte kann zu kriminellen Handlungen führen. Bekannt dafür war (u. a.) Hermann Göring.
AusweichverhaltenMenschen, die von ihrem Alltag überfordert sind, „flüchten“ oft ins Sammeln, weil sie sich dort, auf einem eingeschränkten und überschaubaren Betätigungsfeld, bewähren können. Auch die Angst vor sozialen Kontakten kann zu einem Rückzug und zu einer bevorzugten Beschäftigung mit Gegenständen führen.
Kompensation unerfüllter sozialer WünscheMenschen, die im Alltag nicht ausreichend Bestätigung und Anerkennung erfahren, bekommen diese mit Hilfe ihrer Sammlung im Kreise anderer Sammler.
Kompensation unerfüllter sexueller WünscheSigmund Freud – er sammelte mit Begeisterung Skarabäen, Ringe und Statuetten – sieht die Sammlerleidenschaft auch als Ersatzbefriedigung zur Kompensation unerfüllter sexueller Wünsche.
Bewältigung unbewusster ÄngsteDem Sammeln und Horten kann auch eine unbewusste Angst vor Mangel zugrunde liegen, die mit dem Sammeln kompensiert werden kann. Das Sammeln ist daher häufig bei Menschen, die in ihrer Kindheit Mangel erfahren haben (z. B. Armut, Kriegserfahrungen, Mangel der Nachkriegszeit etc.).
Sammler können dem Krankheitssymptom der Sammelwut verfallen und sich selbst, die Partnerschaft und andere soziale Kontakte vernachlässigen. Im Extremfall kann das als Sucht dazu führen, dass nicht nur eine Sammlung in einem klar abgegrenzten Sachgebiet angelegt wird, sondern dass alles gesammelt wird: jedes Stück Verpackungspapier, jeder Kassenbon, alles, was dem Sammler in die Hände kommt (vgl. z. B. Bibliomanie und Messie-Syndrom). Wenn das Sammeln sämtliche Lebensbereiche dominiert, kann das auch zur übermäßigen Verschuldung führen.

### Positive Aspekte
EntspannungSammeln kann als entspannende Tätigkeit der Hektik und dem Stress entgegenwirken.
FreizeitbeschäftigungIn Gesellschaften, in denen die Menschen mehr Freizeit haben, dient das Sammeln bestimmter Objekte dem Zeitvertreib und verhindert Langeweile und Untätigsein.
WeiterbildungSammeln dient der persönlichen Weiterbildung in der Freizeit, da sich Sammler in der Regel mit Aspekten ihrer Sammelobjekte auseinandersetzen, beispielsweise historischen, kunsthistorischen, geographischen und technischen.
Kontakt zu anderen MenschenIn Gesellschaften, in denen viele Menschen gegen eine Vereinsamung ankämpfen müssen, ermöglicht der Austausch mit gleichgesinnten Sammlern Kontakt und Kommunikation.
Gesellschaftliche Stellung, Wissensvermittlung, KulturDa der Sammler eine große Sammlung zu einem ganz bestimmten Sammelgebiet Anerkennung zumindest bei gleichgesinnten Sammlern finden wird, bessert sich seine Stellung in der Gesellschaft. Er kann zur Verbreitung von Wissen beitragen. Viele Sammler werden als Experten ihres Fachgebietes geschätzt oder präsentieren sich als Leihgeber. Oft bilden Privatsammlungen den Grundstock bedeutender Museen, Bibliotheken oder Galerien oder bereichern diese wesentlich.
Beitrag zum LebensunterhaltIn vielen Gesellschaften ist das Sammeln von Dingen zum Lebensunterhalt (zum Beispiel Brennholz oder Nahrungsmittel) auch heute überlebenswichtig. In Industriegesellschaften ist dieses Sammeln in der Regel ein Hobby, es vermittelt jedoch das positive Gefühl der Wertschöpfung und trägt somit zum Wohlbefinden bei. Auch finanzielle Aspekte können eine Rolle spielen, indem eine Sammlung auch als Geldanlage gesehen wird. Soziale Notsituationen führen die Betroffenen oft zu Sonderformen des Sammelns, etwa Flaschensammler.

## Entsammeln, Aussortieren, Zerstören
„Entsammeln“ als Begriff ist eher unüblich. Museen und Bibliotheken sortieren Duplikate aus, Bücher werden aussortiert bzw. ausgeschieden und entstempelt. Einzelne wertvolle Objekte, oft Kunstwerke oder technische Objekte, werden verkauft oder versteigert, um etwa Baumaßnahmen durchzuführen oder andere Sammlungsschwerpunkte zu setzen. Politische Systeme greifen immer wieder in Sammlungen ein, sei es, um sich zu bereichern, sei es ideologisch motiviert, wie etwa durch das Gesetz über Einziehung von Erzeugnissen entarteter Kunst, oder sie zerstören Kunstwerke aus religiösen Gründen. Der Roman Fahrenheit 451 beschreibt als Dystopie die Zerstörung von Bibliotheken und Sammlern.

## Gesetzeslage
Sammelverbote werden zum Beispiel erlassen, um seltene Pflanzen und Tiere zu schützen. Bodendenkmale sind geschützt als eingetragenes Kulturdenkmal im Sinne des Denkmalschutzes durch die jeweiligen länderbezogenen Denkmalschutzgesetze. In Deutschland soll das Kulturgutschutzgesetz unter anderem den deutschen Kulturbesitz schützen.